# Neurergus strauchii
Espèce
Synonymes
- Molge strauchii Steindachner, 1887
- Neurergus strauchii barani Öz, 1994

Statut de conservation UICN

 VU B1ab(iii) : Vulnérable
Neurergus strauchii est une espèce d'urodèles de la famille des Salamandridae. 

## Répartition
Cette espèce est endémique de Turquie. Elle se rencontre de 1 500 à 2 000 m d'altitude aux environs de Muş, Kotum et Sürüm en Anatolie orientale.

## Publication originale
- Steindachner, 1887 : Über eine neue Molge-Art und eine Varietät von Homalophis Doriae Pet. Sitzungsberichte der Kaiserlichen Akademie der Wissenschaften, Mathematisch-Naturwissenschaftliche Classe, vol. 96, p. 69-72 (texte intégral).